# Somme de Fejér
En mathématiques, en analyse fonctionnelle et harmonique, on appelle somme de Fejér d'ordre n la fonction obtenue en faisant la moyenne de Cesàro des n premières sommes partielles de Fourier :
{\displaystyle \varphi _{n}={\frac {1}{n}}\left(S_{0}+\ldots +S_{n-1}\right)}
On peut également obtenir cette somme par convolution du noyau de Fejér avec la fonction. D'après le théorème de Fejér, si f est continue, alors la suite de ses sommes de Fejér converge uniformément vers f. Si elle est continue par morceaux, la somme converge vers la régularisée de f.
Contrairement aux séries de Fourier, les sommes de Fejér n'affichent pas le phénomène de Gibbs.